# Santigoso (La Mezquita)
Santigoso (llamada oficialmente San Simón de Santigoso) es una parroquia y un pueblo del municipio español de La Mezquita, en la provincia de Orense, Galicia.

## Geografía
Ocupa la mayor parte de las Terras das Frieiras. Es un territorio de tierras altas (siempre por encima de los 900 metros sobre el nivel del mar), y pertenecen a Santigoso dos de los montes más altos del término municipal, O Castelo (1.362 m) y O Uzal (1.390 m).

## Organización territorial
La parroquia está formada por una entidad de población:
- Santigoso

## Demografía
Gráfica demográfica del pueblo y parroquia de Santigoso según el INE español:
| Gráfica de evolución demográfica de Santigoso entre 2000 y 2022 |
|                                                                 |
| Datos según el nomenclátor publicado por el INE.                |

## Fiestas

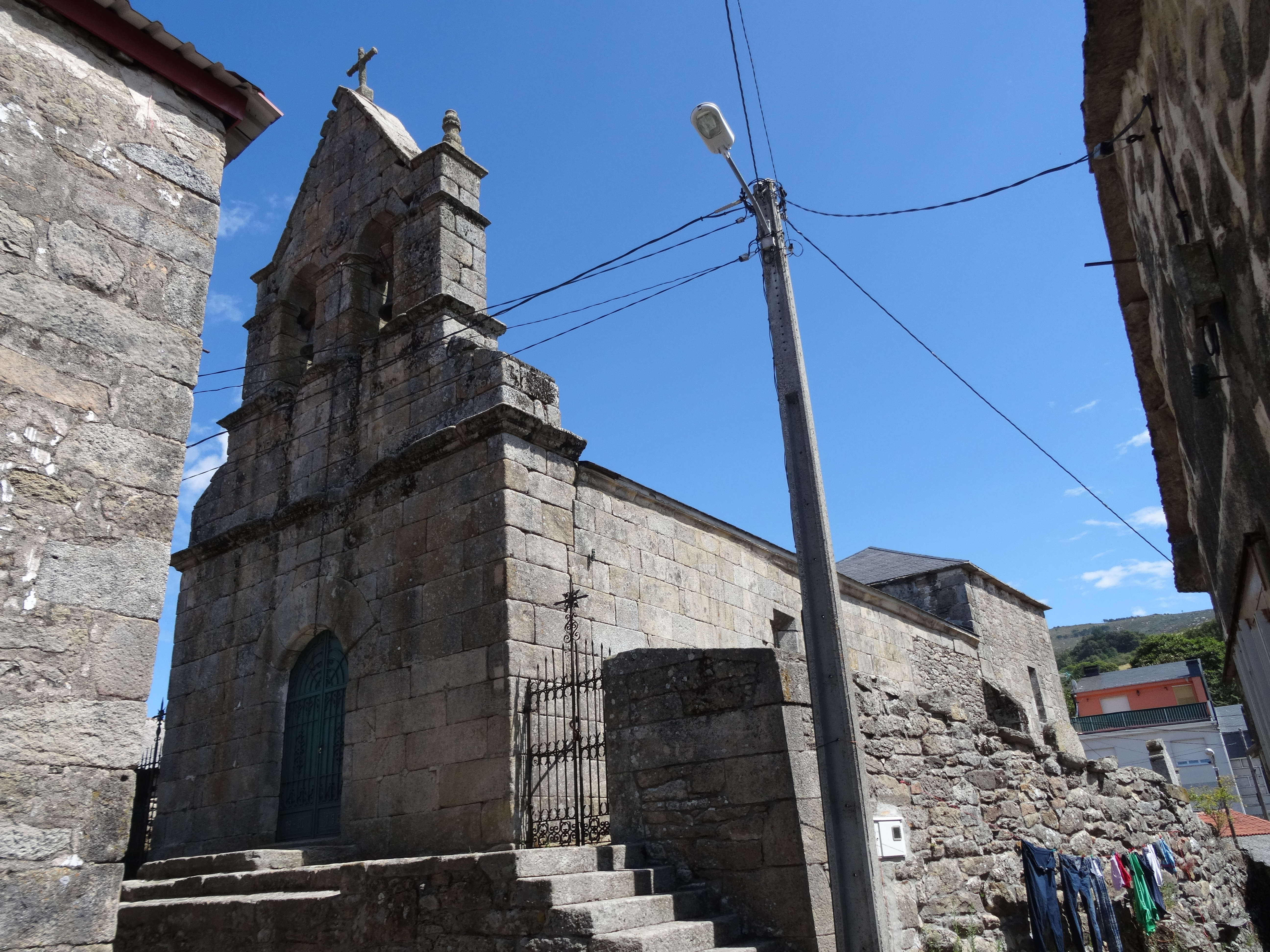

Las fiestas patronales se celebran el 16 de agosto en honor a San Roque, y el 28 de octubre en honor a San Simón. El segundo domingo de agosto se celebra desde 2006 una fiesta gastronómica para la degustación de carne de vacuno frieiresa en el robledal de A Devesa.